# Ят-Ак I
Ят-Ак I (д/н—бл. 518) — ахав Йокібського царства бл. 505—518 роках. Ім'я перекладається як «Зуби Черепахи». Відомий як Ах-Кауак-Ах-Кін.

## Життєпис
Про батьків немає відомостей. Десь у 505 році зійшов на трон. Тоді ж один з його сановників був захоплений в полон па'чанським ахавом Таб'-Б'аламом I. Втім поступово Ят-Ак I перейшов у наступ. В день 9.3.16.0.5, 8 Чікчан 3 Кех (13 листопада 510 року) Ят-Ак I здійснив обряд «взяття ко'хава» (виконаного зі шматочків жадеітової мозаїки теотіуаканського головного убору) в присутності «західного калоомте'» Тахо-Ук'аб'-Тууна, володаря Теотіуакана. Це засвідчило визнання зверхності останнього. Водночас Ят-Ак I отримав допомогу військ Теотіуакана. При цьому зумів приєднати до своїх володінь царство К'ін. З цього періоду йменуються царем Йокіба та К'іна.
Незабаром Ят-Ак I встановив контроль над областю Верхньої Усумасінти. В день 9.4.0.0.0, 13 Ахав 18 Яш (18 жовтня 514 року) на честь закінчення к'атуна з нагоди здійснив обряд «розсіювання» перед Тахо-Ук'аб'-Тууном.
Між 514 та 518 роками Ят-Ак I завдав поразки від коаліції царств Лакамтуун, Вабе' та Па'чан. В день 9.4.3.10.1, 7 Іміш 19 Поп (21 квітня 518 року) висвятив храм. Помер невдовзі після цього.